# Pterophorus massai
Pterophorus massai là một loài bướm đêm thuộc họ Pterophoridae. Nó được tìm thấy ở Kenya.
Sải cánh dài khoảng 25 mm. Con trưởng thành bay vào tháng 8.